# Georges Brassens

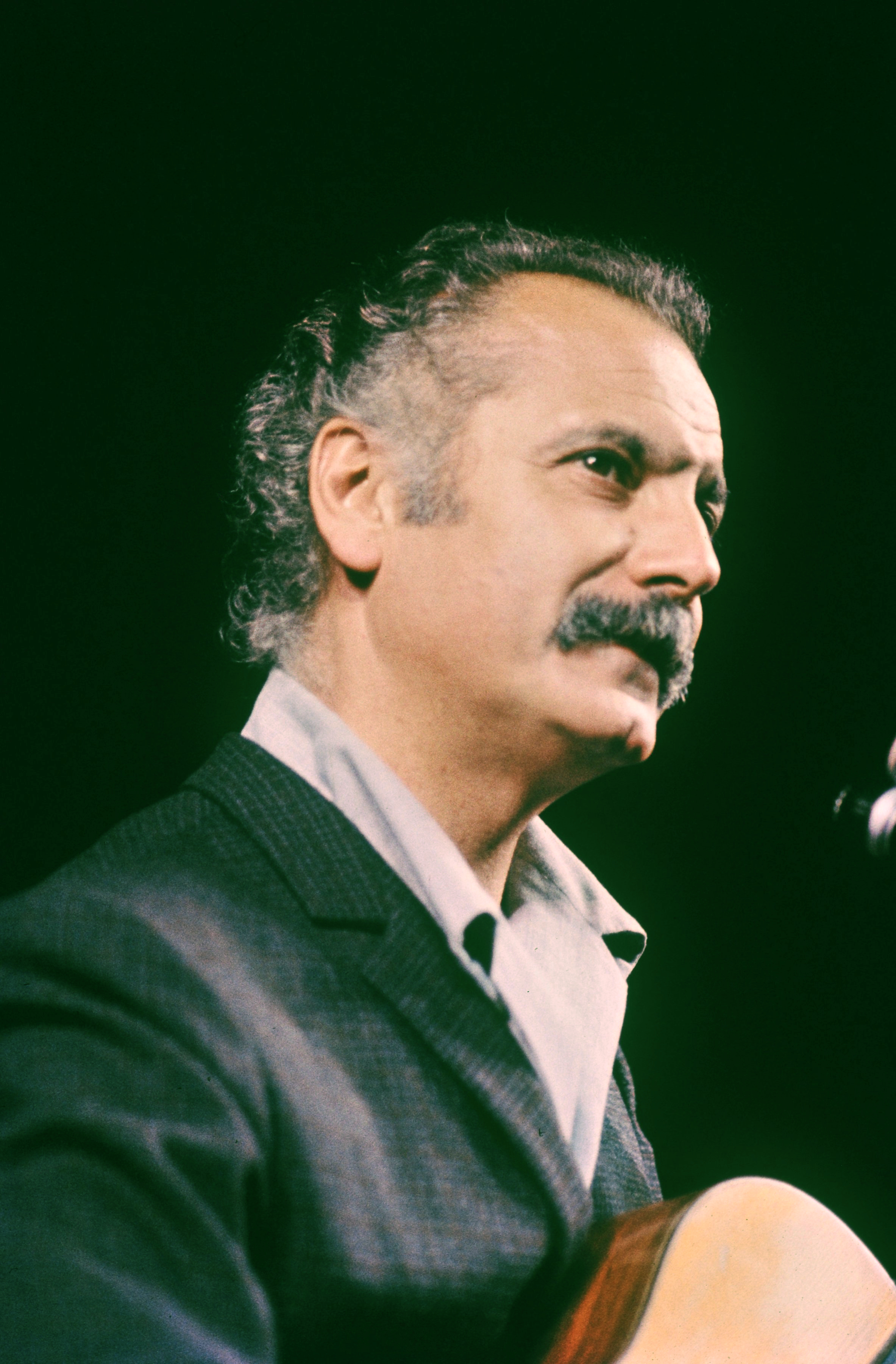
Georges Brassens (1966)

Georges Charles Brassens (Aussprache [ʒɔʁʒ bʁa.sɛ̃s]; * 22. Oktober 1921 in Sète; † 29. Oktober 1981 in Saint-Gély-du-Fesc bei Montpellier) war ein französischer Dichter und Schriftsteller, vor allem aber ein berühmter Chansonnier.

## Leben

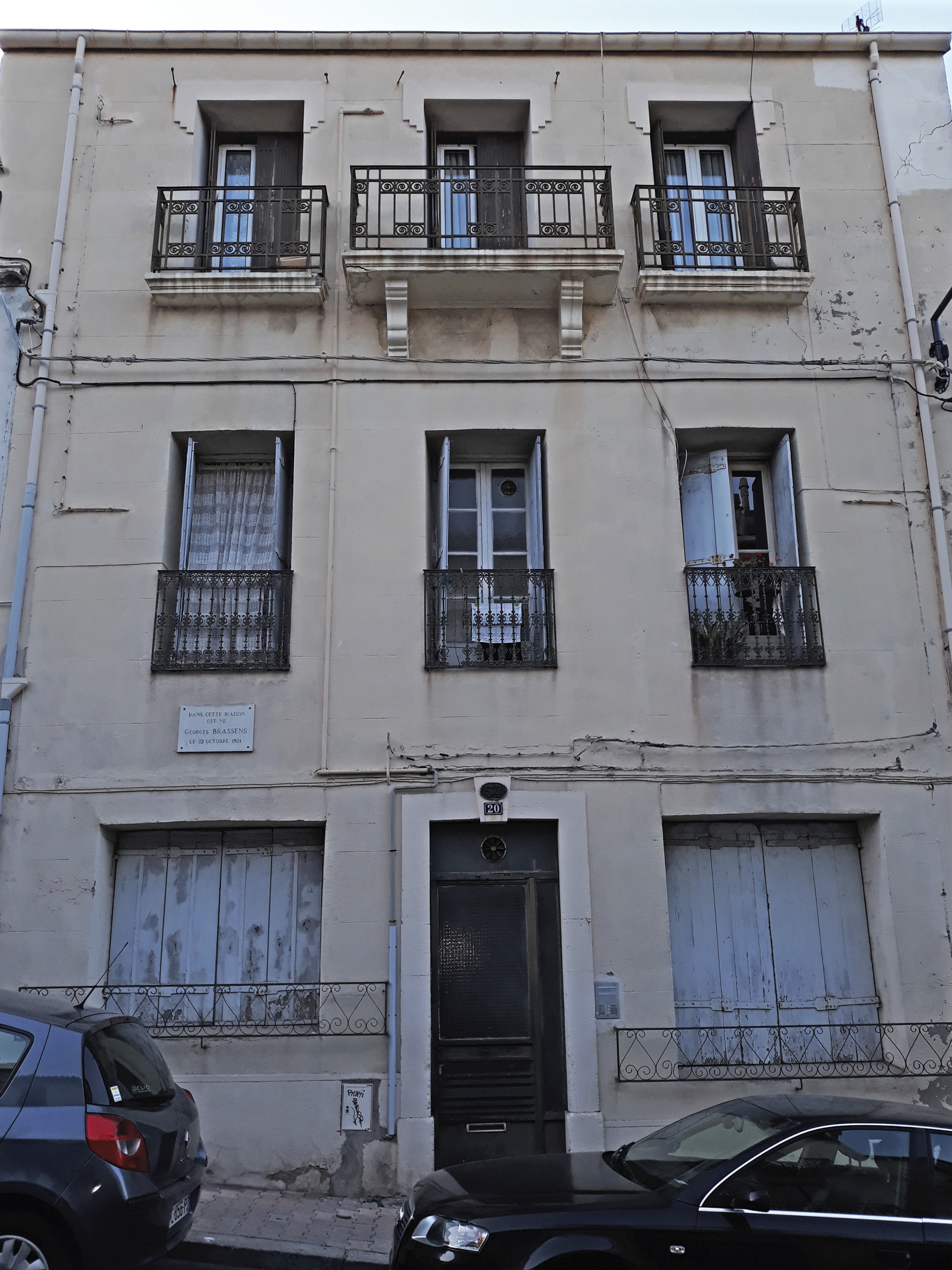
Das Geburtshaus von Georges Brassens in Sète

Georges Brassens war der Sohn des Maurers Jean-Louis (1881–1965) und dessen Frau Elvira Brassens geb. Dagrosa (1887–1962), einer gläubigen und musikliebenden Neapolitanerin. Im Alter von rund 14 Jahren begann der junge Brassens Chansons zu schreiben. Nach Abbruch seiner Schullaufbahn am Collège Paul-Valéry in seiner Heimatstadt brach er 1939 nach Paris auf. Dort wohnte er bei seiner Tante Antoinette Dagrosa und arbeitete kurze Zeit bei den Renault-Werken im nahen Boulogne-Billancourt als Lehrling. Als Frühaufsteher verbrachte er ganze Tage in der Bibliothek beim Studium der Meister der französischen Dichtkunst. In genauer Analyse der gewählten Sprachbilder, Themen und rhythmischen Kadenzen erwarb er sich autodidaktisch einen großen Fundus poetischer Kenntnisse. 1942 veröffentlichte er 13 Gedichte unter dem Titel A la venvole. Im März 1943 wurde er als Zwangsarbeiter ins Deutsche Reich deportiert und musste in der Flugzeugmotorenfertigung in Basdorf kriegsverlängernde Arbeit leisten. Als er ein Jahr später die Genehmigung erhielt, für zehn Tage nach Paris zu fahren, kehrte er nicht nach Deutschland zurück und versteckte sich bis zur Befreiung von Paris im Spätsommer 1944 in der französischen Hauptstadt.

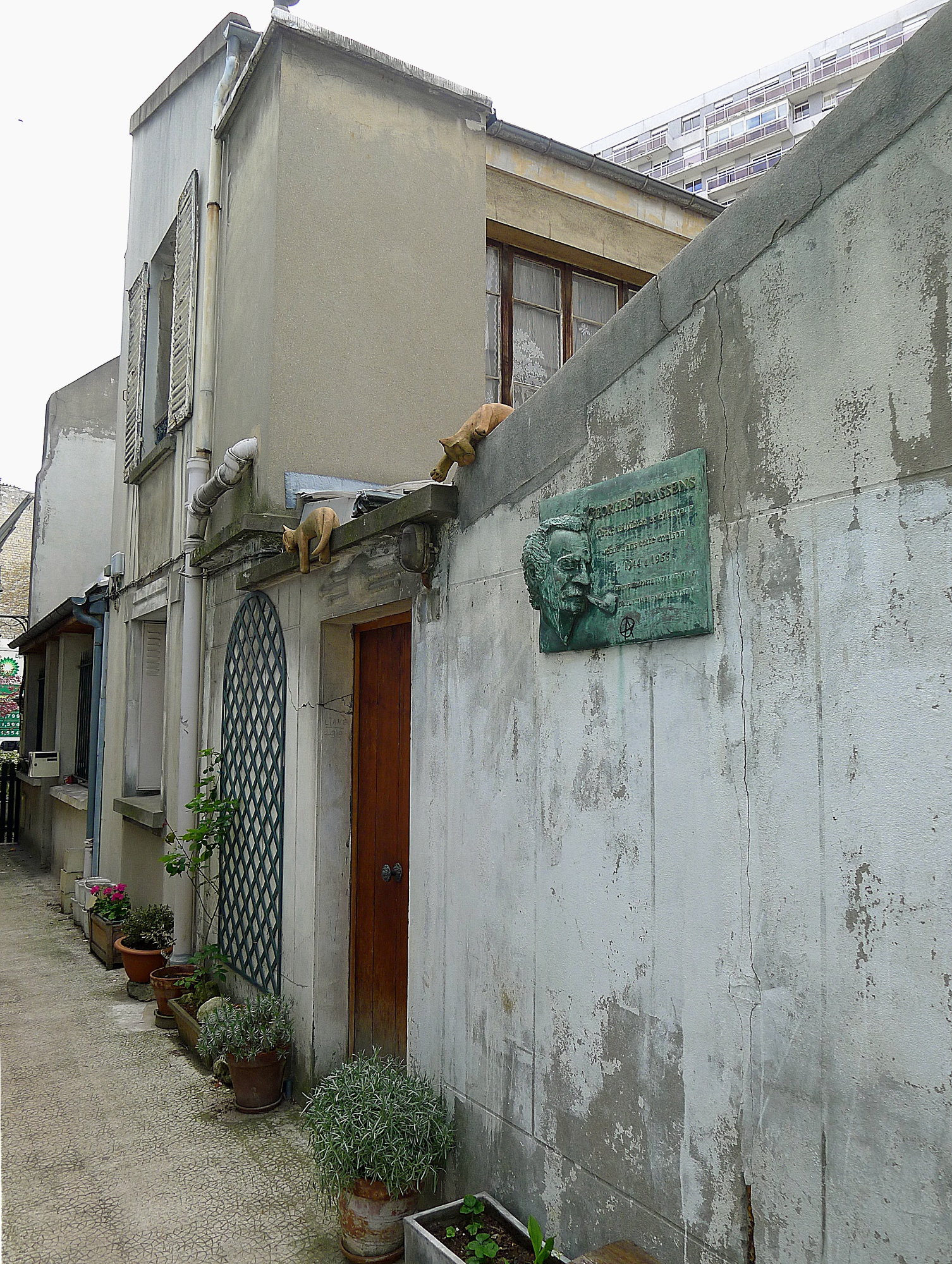
Impasse Florimont 9 mit Katzenskulpturen und einer Gedenktafel samt Relief von Renaud

Nach dem Krieg fand er eine Unterkunft in der Wohnung von Jeanne Le Bonniec und ihrem Ehemann, Marcel Planche, in der Impasse Florimont 9 im 14. Arrondissement von Paris. Jeanne, 30 Jahre älter als er, blieb seine mütterliche Freundin bis zu ihrem Tode. Brassens schrieb berühmt gewordene Lieder auf ihren Mann (Chanson pour l’Auvergnat), für sie (Jeanne) und auf ihre Ente (La cane de Jeanne). Das erste Chanson, das er öffentlich vortrug, war jedoch Le gorille, oberflächlich betrachtet ein frivoles Couplet über einen brunftigen Affen, in seiner Pointe ein Plädoyer gegen die Todesstrafe. Es wurde später von Franz Josef Degenhardt in eine deutsche Fassung (Vorsicht! Gorilla), von Jake Thackray in eine englische Fassung (Brother Gorilla) und von Fabrizio De André ins Italienische (Attenti al gorilla) übertragen.
1952 hatte Brassens seine ersten erfolgreichen öffentlichen Auftritte im Pariser Cabaret der Chanteuse Patachou, der er seine Chansons angeboten hatte. Sie hatte jedoch kurzerhand befunden, dass diese viel sinnvoller von ihm selbst vorzutragen seien. Bald folgten aufgrund seiner rasch wachsenden Popularität die ersten Schallplattenaufnahmen. In den 1950er und 60er Jahren wurde Brassens zu einem der angesehensten Vertreter des künstlerischen französischen Chansons. Politisch stand er, wie sein Kollege Léo Ferré, den Anarchisten nahe und sang öfters zugunsten der Fédération Anarchiste und deren Zeitung, Le Libertaire bzw. Le Monde Libertaire.

Brassens’ Grab in Sète

Brassens lebte zurückgezogen und zog persönliche Freundschaften dem Starrummel vor. Ein Satz von ihm (aus Le Pluriel): „Wo mehr als vier zusammenhocken, wird’s ein Deppenhaufen.“
Er wohnte auch nicht mit seiner estnischen Lebensgefährtin Joha Heiman (1911–1999) zusammen (La non-demande en mariage), die er liebevoll „Püppchen“ nannte und die ihn auf seinen Tourneen und bis zu seinem Lebensende in seinem Alltag begleitete. Nach Erscheinen jeder neuen Langspielplatte trat er jeweils einige Monate in Frankreich auf.
Außerhalb seines Heimatlandes trat er nur gerade viermal auf: zweimal in Luxemburg sowie einmal in Großbritannien (dieses Konzert wurde als einzige Brassens „Live“-Aufnahme veröffentlicht) und 1958 in der Schweiz.
In dem Film Porte des Lilas (auf Deutsch: Die Mausefalle) von René Clair (1956) spielt Brassens den „artiste“ und singt dort auch einige seiner Chansons, darunter das Titellied.
Die 1970er Jahre waren bereits von schwerer Krankheit überschattet. Brassens litt an Nierenkrebs, wurde 1980 operiert und starb 1981 nahe seiner Geburtsstadt. Er ruht im Familiengrab auf dem Friedhof Le Py, gegenüber dem seinem Leben und Werk gewidmeten Museum „Espace Brassens“ in Sète, nicht weit vom Meer, so wie er es sich in seinem Chanson Supplique pour être enterré à la plage de Sète gewünscht hatte. Nach seinem Tod wurde der Pariser Park, in dessen Nähe an der Rue Santos-Dumont er eine Wohnung hatte und den er oft besuchte, auf den Namen Parc Georges Brassens umbenannt.

## Chansons

### Stil
Brassens gilt als einer der Großmeister des literarisch anspruchsvollen Chansons in der französischen Kultur. Den Reiz seiner Liedtexte macht eine einzigartige Mischung aus der Sprache der klassischen französischen Poesie und des Argot aus. Sie verweben einfühlsame mit sarkastischen Gedanken, ergänzt durch eine herbe, manchmal gewollt ans Obszöne grenzende Erotik. Die Musik, die sich oft an den Swing anlehnt, ordnet sich mit weniger eingängigen Melodien der bänkelsängerartigen Textdarbietung unter. Um die unmittelbare Wirkung seiner Texte nicht zu verdecken, trug Brassens seine (zuvor am Piano ausgearbeiteten) Chansons stets nur mit einfachster Instrumentierung vor: seiner akustischen Gitarre und dem Kontrabass seines ständigen Konzertbegleiters Pierre Nicolas.
Neben eigenen Texten vertonte er auch Werke französischer Dichter der unterschiedlichsten Epochen wie François Villon (Ballade des dames du temps jadis), Louis Aragon, Victor Hugo, Lamartine, Paul Verlaine und Paul Fort.

### Themen

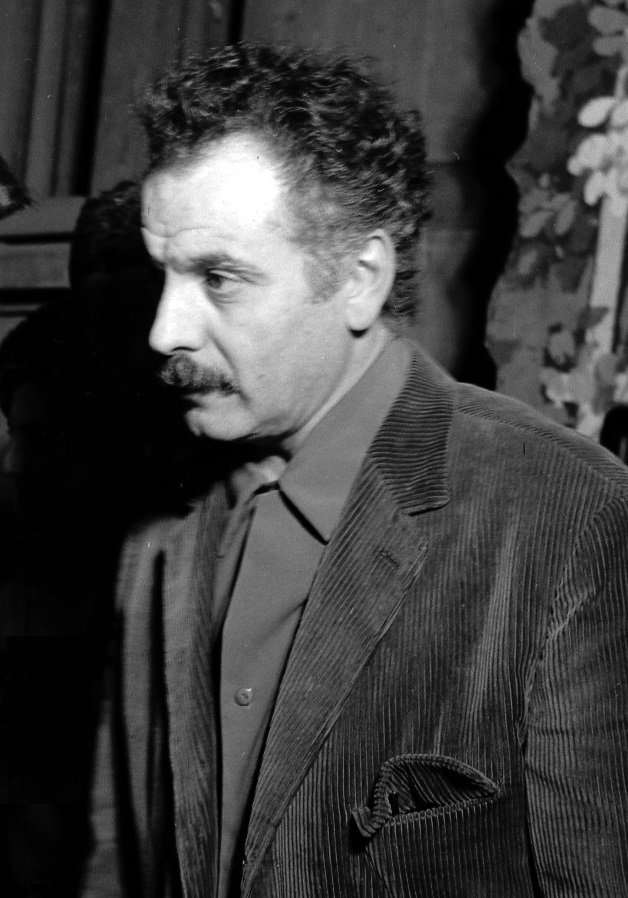
Georges Brassens (1963)

Obwohl Brassens vor seiner Karriere als Chansonnier unter verschiedenen Pseudonymen für anarchistische Zeitungen geschrieben hatte, verfasste er keine politisch engagierten Chansons wie einige seiner Kollegen, etwa Leo Ferré oder Jean Ferrat. Er glaubte nicht daran, durch ein „kleines Chanson“ die Gesellschaft verändern zu können. Zudem war seine Lebensanschauung individualistisch und nicht kollektivistisch, seine Auffassung von Anarchie eher die eines Libertins, dem die Freiheit des Individuums über alles geht. Mourir pour des idées thematisiert seine Skepsis, für Ideale zu sterben. Les Deux Oncles bezieht in der Auseinandersetzung zweier politisch dogmatischer Onkels, der eine auf Seiten der Briten, der andere auf Seiten der Deutschen, Position für einen eigenen jeden Nationalismus ablehnenden Mittelweg. Le Temps ne fait rien à l’affaire zeigt die Menschen vorbestimmt und durch die Geschichte unbelehrbar. Grand-père und La Rose, la bouteille et la poignée de mains beklagen einen allgemeinen moralischen Niedergang.
Eines der wenigen Chansons, mit denen Brassens zu einer zeitgenössischen politischen Debatte beitrug, ist Le Gorille, in dem er mit Mitteln des Humors seine Missbilligung der Todesstrafe und der sie verhängenden Richter ausdrückt. Überhaupt sind die Vertreter von Recht und Ordnung häufig die Zielscheibe von Kritik und Spott, etwa in Hécatombe, wo eine Gruppe von Marktfrauen eine Polizeistreife massakriert. Zwischen 1952 und 1964 wurde fast die Hälfte von Brassens’ Chansons vom staatlichen Radiosender RTF mit einem Sendeverbot belegt, weil sie entweder Polizei und Justiz attackierten oder als anstößig empfunden wurden. Brassens’ Freude an der Provokation um ihrer selbst willen zeigt etwa der Reigen von Flüchen in La Ronde des jurons. In anderen Liedern bezeichnet er sich als „Pornograf der Musik“ (Le Pornographe) oder „Unkraut“ (La Mauvaise Herbe) und spielt mit seinem schlechten Ruf (La Mauvaise Reputation), der in Les Trompettes de la renommée gleichsam zu seinem Markenzeichen geworden ist, den die Skandalpresse von ihm erwartet.

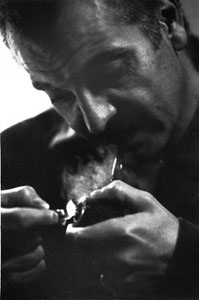
Georges Brassens (1964)

Brassens’ überragende Freiheitsliebe zeigt sich auch in seinen Liebesliedern, in denen die Heirat stets als ein negatives, die Freiheit der Liebe einengendes soziales Konstrukt vorgeführt wird (La non-demande en mariage, La Marche nuptiale). Die Liebe selbst kann romantische und zärtliche Ausdrücke annehmen wie etwa der ergebene Kniefall in Je me suis fait tout petit, bleibt jedoch meist bodenständig und oft humorvoll. Brassens’ Erzähler nehmen das Leben und die Frauen, wie sie sind, und können mit Verlusten und Untreue umgehen. In Les amoureux des bancs publics beobachtet ein älterer Mann junge Liebespaare, die sich auf Parkbänken küssen, und sagt bereits das Ende ihres Liebesglücks voraus. In Embrasse-les tous sind Frauen, all ihren Vergehen zum Trotz, die Heilung für alle Krankheiten. Brassens scheut auch nicht den Gebrauch von expliziter sexueller Sprache, etwa in Quatre-vingt-quinze pour cent. Eine bemerkenswerte Ausnahme ist Le Blason, ein Lied, das völlig den weiblichen Geschlechtsteilen gewidmet ist, diese jedoch auf viele Arten euphemistisch umschreibt. Auf Vorwürfe der Misogynie reagierte Brassens in seiner typischen Art mit dem provokant-ironischen Chanson Misogynie à part, das die Gleichsetzung von Chansonnier und Chanson hinterfragt.
Einen ebenso hohen Stellenwert wie die Liebe hat in Brassens’ Chansons der Tod. Brassens war Agnostiker und machte sich in Liedern wie Le Mécréant über blinde Gläubigkeit lustig. Auch den Tod behandelt er in Liedern wie Les Funérailles d’antan und La Ballade des cimetières auf burleske Art. In anderen wie Bonhomme wird er zum natürlichen Teil des Lebens. In Supplique pour être enterré à la plage de Sète wünscht sich Brassens in einer Anspielung auf Édith Piafs Tod, offiziell in seiner Heimatstadt Sète zu sterben. Brassens hatte das Lied bis zu seinem eigenen Tod in seinem Repertoire. Die Heimat dient in seinen Chansons stets als ein Zufluchtsort, etwa wenn er sich in Auprès de mon arbre nach dem Baum im heimischen Garten zurücksehnt. Eine andere geistige Heimat sind für Brassens, der sich nicht als Mensch des Zwanzigsten Jahrhunderts verstand, vergangene Epochen, insbesondere das Mittelalter, das er etwa in Le Moyenâgeux besingt. Sein kultureller Bezugsrahmen reicht jedoch auch bis in die Antike. So taucht etwa Cupido, der römische Liebesgott, in Cupidon s’en fout oder Histoire de faussaire auf.

## Öffentliche Wahrnehmung und Wirkung

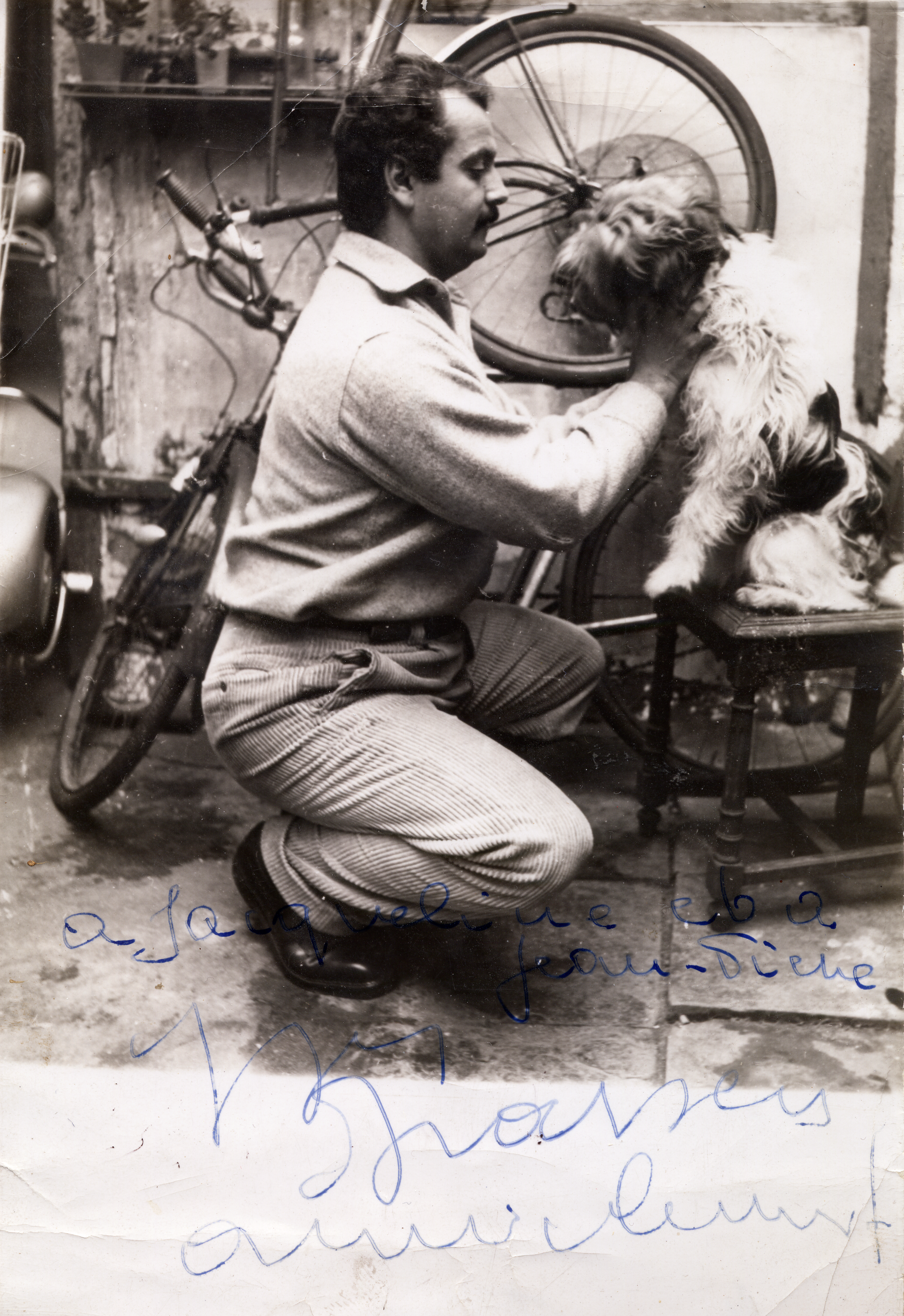
Brassens mit Hund statt mit Katzen (1952)

Sowohl auf der Bühne als auch in Dokumentationen über sein Leben pflegte Brassens das Bild des einfachen Mannes, dem Starallüren fremd sind. Sein Auftreten war bescheiden und zurückhaltend, sein einfacher Vortrag und die karge Instrumentierung schufen beim Publikum ein Gefühl der Intimität und Authentizität. Brassens unterstrich dieses Image durch eine Reihe von visuellen Motiven, die er wiederholt auf Bildern, Plattencovern und in Filmaufnahmen einsetzte: sein markanter Schnauzbart, die stets präsente Pfeife, seine Gitarre und Katzen, mit denen er sich auch in seinem Privatleben stets umgab und die unterschwellige Bedeutungen annehmen, insbesondere in Bezug auf das Verhältnis des Chansonniers zu den Frauen. Alles in allem transportierten sie das Bild eines liebenswürdigen bodenständigen und ein wenig onkelhaften Südfranzosen aus der Arbeiterklasse.
Gleichzeitig sprach Brassens mit seinem Nonkonformismus und den gegen das Establishment gerichteten Satiren ein liberales Publikum der 1950er und 60er Jahre an, das seine Zustimmung zu seinen ironischen Spitzen immer wieder durch Gelächter und Applaus kundtat und sich über seinen ungehemmten Gebrauch des als vulgär empfundenen Argot amüsierte. Sowohl die Medien als auch das Publikum in seinen Konzerten erwartete von Brassens, der dafür bekannt war, kein Blatt vor den Mund zu nehmen, geradezu das spitzbübische Aufgreifen gesellschaftlicher Tabus.
Brassens war einer der bedeutendsten und einflussreichsten Chansonniers des 20. Jahrhunderts. In Frankreich gilt er als eine Institution in der Tradition gesungener Lyrik. Bis heute wurden mehr als 30 Millionen CDs und LPs mit seinen Chansons verkauft. 1967 zeichnete ihn die Académie Française mit dem Grand Prix de Poésie aus. In einer Umfrage Ende der 1960er Jahre nach der wichtigsten Identifikationsfigur gaben zwei Drittel der befragten Franzosen an, sie wären gerne Georges Brassens.
Aus der deutschen Liedermacherszene sind ihm etwa Reinhard Mey, Wolf Biermann, Franz Josef Degenhardt, Dieter Süverkrüp, der frühe Hannes Wader (Hannes Wader singt …), Walter Mossmann und der Schweizer Mundartliedermacher Mani Matter am nächsten, die ihn auch alle als ihr Vorbild nennen.

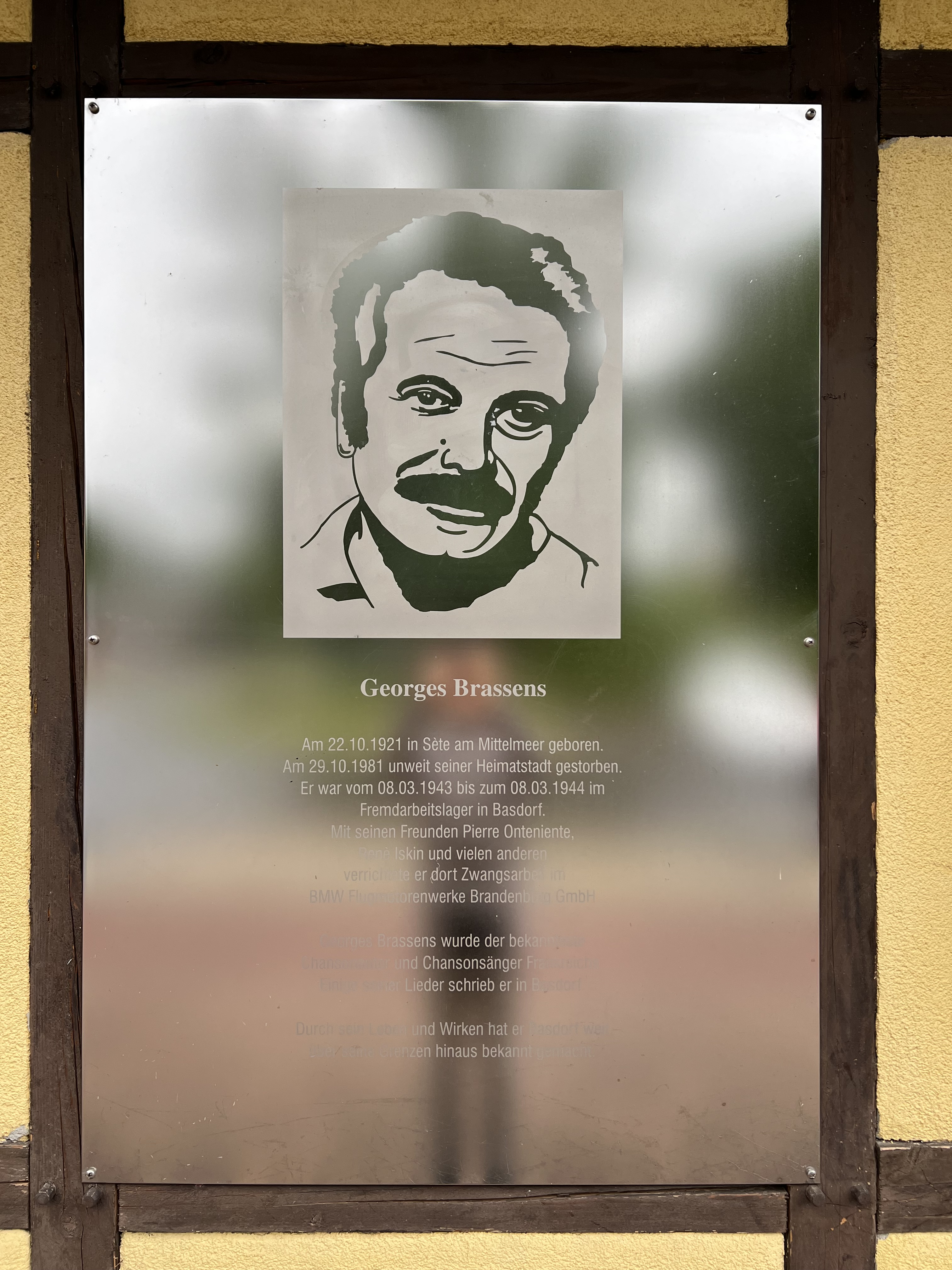
Gedenktafel in Basdorf

Insbesondere in Basdorf, wo Brassens während des Zweiten Weltkriegs als Zwangsarbeiter interniert war, und der Gemeinde Wandlitz wird in Deutschland auch im 21. Jahrhundert die Erinnerung an Brassens hochgehalten. So gibt es in der Gemeinde einen Georges-Brassens-Platz und eine Gedenktafel. 2004 wurde der Verein  Brassens in Basdorf e. V. gegründet. Seit demselben Jahr richtet der Verein das Basdorf-Festival-Brassens aus, auf dem internationale Künstler mit Bezug zu Brassens auftreten. Es ist das größte Brassens-Festival außerhalb Frankreichs.
Am 24. Dezember 1996 wurde der Asteroid (6587) Brassens nach ihm benannt.

## Diskografie
Zu Kompilationen, Charterfolgen und Auszeichnungen für Musikverkäufe siehe 
Ab 1952 erschienen seine Chansons zunächst bei Polydor, dann ab 1953 bei Philips auf Schallplatten in unterschiedlichen Formaten und immer wieder neuen Zusammenstellungen. Die zu seinen Lebzeiten veröffentlichten 14 Original-LPs werden üblicherweise mit dem Titel ihres ersten Chansons aufgezählt:
1. La Mauvaise Réputation (1952)
2. Le Vent (1953)
3. Les Sabots d’Hélène (1954)
4. Je me suis fait tout petit (1956)
5. Oncle Archibald (1957)
6. Le Pornographe (1958)
7. Les Funérailles d’antan (1960)
8. Le temps ne fait rien à l’affaire (1961)
9. Les Trompettes de la renommée (1962)
10. Les Copains d’abord (1964)
11. Supplique pour être enterré à la plage de Sête (1966)
12. Misogynie à part (1969)
13. La Religieuse (1972)
14. Trompe-la-mort (1976; auch Nouvelles chansons)

29 zu Lebzeiten von ihm selbst nicht mehr eingespielte oder noch nicht vollendete Chansons wurden von Jean Bertola interpretiert:
- Dernières Chansons (1982, Doppel-LP)
- Le Patrimoine de Brassens (1985)

1974 wurde die Live-Aufnahme eines Konzerts vom 28. Oktober 1973 in Cardiff veröffentlicht:
- Georges Brassens in Great Britain

1979 erschien eine Doppel-LP mit verjazzten Brassens-Chansons:
- Georges Brassens joue avec Moustache et Les Petits Français

1980 spielte Brassens eine Platte mit älteren französischen Chansons ein:
- Georges Brassens chante les chansons de sa jeunesse

Aus dem Nachlass sind erschienen:
- Brassens chante Bruant, Colpi, Musset, Nadaud, Norge (LP, 1984)
- Georges Brassens au TNP (CD, 1996)
- Georges Brassens à la Villa d’Este (LP, 2001)
- Bobino 64 (CD, 2001)
- Inédits (CD, 2001)
- Concerts de 1959 à 1976 (6 CDs, 2006)

## Bibliografie
- Les Couleurs vagues. Gedichte, 1941/42; Neuausgabe: Librio, Paris 2010, ISBN 978-2-290-02170-5.
- À la venvole. Gedichte. Privatdruck 1942.
- La Lune écoute aux portes. Roman. Privatdruck 1947.
- La Tour des miracles. Roman. Paris 1953; Neuausgabe: Librio, Paris 2010, ISBN 978-2-290-02169-9.
- La mauvaise réputation. Paris 1954.
  - Texte. 3 Bände. Deutsch von Gerd Semmer. Damokles, Ahrensburg 1963.
- Chansons. Sand et Tchou, Paris 1968.
- Poèmes et chansons. Seuil, Paris 1991; Points, Paris 2008, ISBN 978-2-7578-0957-0.
  - Chansons. Das Gesamtwerk. Texte frz./dt., übertragen von Gisbert Haefs. Zweitausendeins, Frankfurt am Main 1996. enthält ein Nachwort und ausführliche Biblio- bzw. Diskografie (dazu erschienen als Zusatzband: Partituren)
  - Die Chansons. Neuausgabe aller Liedtexte frz./dt., deutsch von Gisbert Haefs. Mandelbaum, Wien 2021, ISBN 978-3-85476-990-3.[14]
- Œuvres complètes. Le Cherche midi, Paris 2007, ISBN 978-2-7491-0834-6.
- Les chemins qui ne mènent pas à Rome. Réflexions et maximes d’un libertaire. Le Cherche midi, Paris 2008, ISBN 978-2-7491-1142-1.

## Radiofeature
- Susanne von Schenck, Ralf Bei der Kellen: 100. Geburtstag von Georges Brassens – Der Chansonnier und die Deutschen. (mp3-Audio; 27,7 MB; 30:19 Minuten) In: Deutschlandfunk-Kultur-Sendung „Zeitfragen“. 20. Oktober 2021 (html-Version).